# جنی نوردین
جنی نوردین (انگلیسی: Jennie Nordin؛ زادهٔ ۱۵ مهٔ ۱۹۹۳) بازیکن فوتبال اهل سوئد است.
از باشگاه‌هایی که در آن بازی کرده‌است می‌توان به باشگاه فوتبال لینشوپینگ اشاره کرد.
وی همچنین در تیم ملی فوتبال Sweden U19 بازی کرده‌است.